# Klaus Nusser
Klaus Nusser (geboren 15. Januar 1938 in Sonneberg, Thüringen) ist ein deutscher Designer und Keramiker.

## Leben
Klaus Nusser durchlief zunächst eine Ausbildung zum Porzellanmodelleur an der Staatlichen Industrieschule Sonneberg, an der vorwiegend Modelleure und Gestalter für die Spielzeug- und Keramikindustrie ausgebildet wurden, heute Staatliche Berufsbildende Schule Sonneberg. Ab 1959 studierte er an der Kunsthochschule Berlin-Weißensee und später an der Hochschule für industrielle Formgestaltung Burg Giebichenstein in Halle (Saale). Dort beschäftigte er sich auch mit der von 1925 bis 1933 dort tätigen Leiterin der Keramikabteilung Marguerite Friedlaender. Daran schloss sich eine außerplanmäßige Aspirantur an.
Nach dem Studium war Nusser in der Design-Abteilung des Steingutwerkes Torgau als Gestalter tätig. 1964 entwarf er dort die Kaffeekanne und das Kaffeeservice „Helga“. Seit Mitte der 1970er Jahre betreibt er als freischaffender Künstler eine eigene Keramikwerkstatt in Burg (bei Magdeburg).
Er war Mitglied im Verband Bildender Künstler der DDR (VBK/DDR).

## Ausstellungen (Auswahl)
Nussers Werke wurden unter anderem in folgenden Ausstellungen präsentiert:
Gruppenausstellungen
- 1972: Ausstellung der Bezirkskulturakademie Leipzig[2]
- 1976: Kunsthandwerk im Bezirk Magdeburg, Winckelmann-Museum, Stendal[4]
- 1977: Keramik in der DDR, Museum Kloster Unser Lieben Frauen, Magdeburg[4]
- 1979: Kunstausstellung des VBK/DDR, Bezirk Magdeburg, Hyparschale im Rotehornpark, Magdeburg[4]
- 1979: Ausstellung der Bezirkskulturakademie Magdeburg[2]
- 1979: Greifengalerie, Greifswald (mit Joachim Nusser)[5]
- 1980: Keramik in der DDR, Museum Kloster Unser Lieben Frauen, Magdeburg[4]
- 1984: Ausstellung der Bezirkskulturakademie Magdeburg[2]

Einzelausstellungen
- 1980: Klaus Nusser – Keramik, Kleine Galerie, Magdeburg
- Ausstellungen in Thüringen und Sachsen-Anhalt[3]
- 2019: Ton und Töne – Künstlerische Keramik von Klaus Nusser, Propsteikirche St. Peter und Paul in Dessau-Roßlau[3]

## Veröffentlichungen
- Klaus Nusser. Joachim Nusser. Ausstellungskatalog. Greifen-Galerie, Greifswald 1979, OCLC 707171531.
- Klaus Nusser – Keramik. Katalog der Ausstellung in der Kleinen Galerie von 1. August 1980 bis 1. September 1980. Magdeburg 1980, OCLC 712320548.
- Klaus Nusser: 1, 2, 3 ... Eierbecher. Ergebnis einer Studienarbeit an der Hochschule der Künste Berlin, Fachbereich für Industrial Design, in der Fachgruppe Prof. Roericht. Hrsg.: Hochschule der Künste Berlin. 2. Auflage. 1983, OCLC 1072310413 (Erstausgabe:  1982).